# Isanti
Isanti è una città degli Stati Uniti d'America, situata in Minnesota, nella Contea di Isanti. La parola Isanti è composta da due parole in Lingua dakota: isan ("coltello") ed ati ("campo"), le quali si riferiscono popolo della tribù Santee Dakota.
La Minnesota State Highway 65 e la Isanti County Road 5 sono le strade principali di Isanti.

## Geografia fisica
Secondo lo United States Census Bureau, la città ha un'area di 12,56 km 2 (4,85 miglia quadrate), di cui 12,46 km 2 (4,81 miglia quadrate) è composta da terra e 0,10 km 2 (circa 0,04 miglia quadrate) è composta da acqua. Il Rum River scorre attraverso il confine occidentale di Isanti.

## Infrastrutture e trasporti
- Minnesota State Highway 65
- Isanti country road 5
- Isanti country road 23